# Micrapate pupulus
Micrapate pupulus är en skalbaggsart som beskrevs av Pierre Lesne 1906. Micrapate pupulus ingår i släktet Micrapate och familjen kapuschongbaggar. Inga underarter finns listade i Catalogue of Life.